# Seznam světového dědictví v Rusku
Na území Ruské federace je 33 položek seznamu světového dědictví UNESCO, což je 2,6 % z celkového počtu (1248 v roce 2025).
25 objektů je zahrnuto do seznamu podle kulturních kritérií a 6 z nich je považováno za mistrovská díla lidského génia (kritérium i) a 11 přírodních památek, z nichž 4 jsou uznávány jako přírodní fenomény výjimečné krásy a estetického významu (kritérium vii).
V roce 2017 se Rusko umístilo na 9. místě na světě, co do celkového počtu památek světového dědictví, a v počtu přírodních památek na 4. místě (po Číně, USA a Austrálii).
Po anexi Krymu v roce 2014 skončilo starobylé město Tauride Chersonésos a jeho okolí na území kontrolovaném ruskými úřady. Ruské úřady jej považují za Ruské vlastnictví,  zatímco UNESCO Chersonésos považuje za místo světového dědictví na Ukrajině.
Dalších 31 lokalit v Rusku je k roku 2025 mezi kandidáty na zařazení na seznam světového dědictví. Svaz sovětských socialistických republik, jehož právním nástupcem je Ruská federace, ratifikoval Úmluvu o ochraně světového kulturního a přírodního dědictví 12. října 1988. První lokality nacházející se na ruském území byly na seznam zařazeny v roce 1990 na 14. zasedání Výboru světového dědictví UNESCO.

## Seznam
| Pořadí | obrázek                                                                    | název památky | popis památky | místo | doba vzniku                        | rok zařazení na seznam | kód dle UNESCO | kritérium                  |
| ------ | -------------------------------------------------------------------------- | --- | --- | --- | ---------------------------------- | ---------------------- | -------------- | -------------------------- |
| 1      | Baroque palace with green and gold facade and a Russian flag on the top    | Historické centrum Petrohradu a související skupiny památek                                                                                         | Petrohrad byl založen Petrem Velikým na březích řeky Něvy jako nové hlavní a přístavní město ve Finském zálivu. Město vzniklo na počátku 18. století na močálovitém, rašelinitém a kamenitém terénu. Památka zahrnuje historické centrum města s barokní a neoklasicistní architekturou, a také přilehlé památky a místa, jako Puškin a Peterodvorec. Mezi významné budovy ve městě patří Zimní palác (na snímku, sídlo Ermitáže), budova Admiralty, a Mramorový palác. Ve 20. století město bylo dějištěm Říjnové revoluce a obléhání Leningradu během Druhé světové války. | Federální okruh: Severozápadní federální subjekt: město Petrohrad | 18.—20. století                    | 1990                   | 540            | Kulturní: i, ii, iv, vi    |
| 2      | Two old wooden churches and a clock tower                                  | Kižský pogost | Architektonický komplex Kižské pogosti na Kižském ostrově na Oněžském jezeře zahrnuje dva dřevěné chrámy z 18. století (chrám Proměnění Páně a chrám pokrovu Bohorodice) a hodinové věže z roku 1862. Stavby představují jedinečný umělecký sloh a jsou vrcholem ruského tesařského umění. I přes pravidelné úpravy nebyly budovy nikdy významně přestavěny. | Federální okruh: Severozápadní federální subjekt: Karélie nejbližší město: Petrozavodsk | 18.—19. století                    | 1990                   | 544            | Kulturní: i, iv, v         |
| 3      |                                                                            | Moskevský Kreml a Rudé náměstí | Moskevský Kreml je nejstarší částí Moskvy, poprvé zmíněnou v roce 1147. Ve 13. století byl sídlem Moskevských knížat a církevních představitelů. Hradby a věže byly postaveny na přelomu 15. a 16. století a za hradbami se nachází Rudé náměstí. Chrámy navržené italskými architekty nesou prvky italské renesance. Chrám Zesnutí přesvaté Bohorodice byl místem korunovací a Archandělský chrám sloužil jako pohřebiště ruských knížat a carů. Veřejné budovy jsou z 18. a 19. století. Na snímku je zachyceno Rudém náměstí s chrámem Vasila Blaženého. | Federální okruh: Centrální federální subjekt: město Moskva | 13.—17. století                    | 1990                   | 545            | Kulturní: i, ii, iv, vi    |
| 4      |                                                                            | Historické památky Velikého Novgorodu a okolí | Novgorod byl v 9. století prvním hlavním městem Kyjevské Rusi a od 12. do 15. století hlavním městem Novgorodské republiky. Díky své poloze na křižovatce obchodních cest spojujících Severní Evropu se Střední Asií a Byzantskou říší, se město stalo jedním z nejvýznamnějších center ruského umění a kultury a také duchovní centrum. Většina dochovaných památek ve městě, jako chrámy a kláštery, jsou z doby Novgorodské republiky. Na snímku je kreml. | Federální okruh: Severozápadní federální subjekt: Novgorodská oblast město: Veliký Novgorod | 11.—17. století                    | 1992                   | 604            | Kulturní: ii, iv, vi       |
| 5      |                                                                            | Historicko-kulturní komplex Solovecké ostrovy | Šest ostrovů souostroví v Bílém moři bylo osídleno nejpozději od 5. století př. n. l. Opevněný Solovecký monastýr byl založen ve 30. letech 15. století a byl aktivní do 20. let 20. století, kdy byl přeměněn na pracovní tábor. Ten byl zrušen v roce 1939 a komplex byl navrácen Pravoslavné církvi. Památka zahrnuje klášterní komplex, klášterní vesnici, cely a poustevny, pravěké lokality, památníky pracovního tábora a přilehlou kulturní krajinu formovanou lidmi žijícími v tvrdých podmínkách nehostinného severu. | Federální okruh: Severozápadní federální subjekt: Archangelská oblast nejbližší město: Kem | 16.—17. století                    | 1992                   | 632            | Kulturní: iv               |
| 6      | An orthodox church with green and golden domes and a building in red brick | Bílé architektonické památky Vladimiru a Suzdalu | Města Vladimir a Suzdal byla ve 12. a 13. století hlavními sídly Vladimirsko-suzdalského knížectví. Památka zahrnuje stavby vybudované v jedinečném architektonickém slohu. Památka zahrnuje chrám Zesnutí přesvaté Bohorodice, chrám svatého Dmitrije Soluňského a Zlatou bránu ve Vladimiru, knížecí hrad a chrám Pokrovu na Něrli v Bogoljubovu, Suzdalský kreml, chrám Narození Páně a Spaso-Jevfimijovský klášter v Suzdali, a také chrám svatých Borise a Gleba v Kidekši. | Federální okruh: Centrální federální subjekt: Vladimirská oblast město: Vladimir, Suzdal | 12.—13. století                    | 1992                   | 633            | Kulturní: i, ii, iv        |
| 7      | An orthodox monastery complex with several domes                           | Architektonický komplex Trojicko-sergijevské lávry ve městě Sergijev Posad                                                                          | Monastýr v Sergijevě Posadu je nejvýznamnějším klášterem v Rusku. Je duchovním centrem Ruské pravoslavné církve a sídlem moskevského patriarchy. Byl založen v roce 1337 a v průběhu staletí se neustále rozvíjel. Chrám Nejsvětější Trojice pochází z roku 1422 a nachází se v ní ikona Nejsvětější Trojice, nejslavnější dílo Andreje Rubleva. V katedrále Zesnutí Bohorodičky ze druhé poloviny 16. století se nachází hrob cara Borise Godunova a jeho rodiny. Komplex je obehnán silnými hradbami, které ho chránily během polsko-litevského obléhání z roku 1610. | Federální okruh: Centrální federální subjekt: Moskevská oblast město: Sergijev Posad | 15.—18. století                    | 1993                   | 657            | Kulturní: ii, iv           |
| 8      |                                                                            | Chrám Nanebevstoupení Páně v Kolomenském (Moskva)                                                                                                   | Chrám Nanebevstoupení Páně byl dokončen v roce 1532 jako oslava narození budoucího cara Ivana IV. Chrám je významný díky kamenné stanové střeše, neboť tento typ střech byl do té doby jen u dřevěných budov. Střecha stojí na osmiúhlníkovém základu a s dekorativními prvky zvanými kokošniky. Stavba měla značný vliv na architekturu ruských chrámů až do poloviny 17. století. | Federální okruh: Centrální federální subjekt: město Moskva | 16. století                        | 1994                   | 634            | Kulturní: ii               |
| 9      |                                                                            | Komijské pralesy | Pralesy této lokality v Uralském pohoří mají rozlohu 32 000 km2. Jsou tvořeny severskými lesy (tajga), tundrou a horskou tundrou. Nejhojněji zastoupenými druhy stromů jsou jehličnany, osiky, a břízy. Jsou zde také rozlehlá rašeliniště. | Federální okruh: Severozápadní federální subjekt: Republika Komi | —                                  | 1995                   | 719            | Přírodní: vii, ix          |
| 10     |                                                                            | Jezero Bajkal | S hloubkou přes 1 600 metrů je Bajkal nejhlubším jezerem na světě a obsahuje asi 1/5 světových zásob sladké vody a se stářím 25-30 milionů let je zároveň nejstarším jezerem na světě. V jezeře žije 1 200 druhů živočichů, z nich tři čtvrtiny jsou endemity, vyskytující se pouze zde. | Federální okruh: Sibiřský federální subjekt: Burjatsko a Irkutská oblast | —                                  | 1996                   | 754            | Přírodní: vii, viii, ix, x |
| 11     |                                                                            | Sopky Kamčatky | Kamčatský poloostrov oplývá velkou hustotou aktivních sopek a vulkanických prvků a množstvím ledovců. Oblast je domovem mnoha živočišných, jako vydra mořská, medvěd hnědý, orel mořský a orel východní. V řekách se rodí druhy lososovitých ryb. Hranice rezervace byly rozšířeny v roce 2001 na celkem šest lokalit. Na snímku je sopka Ključevskaja. | Federální okruh: Dálněvýchodní federální subjekt: Kamčatský kraj | —                                  | 1996, 2001 (rozšíření) | 765            | Přírodní: vii, viii, ix, x |
| 12     |                                                                            | Zlaté hory Altaje | Tato památka zahrnuje Altajskou a Katunskou přírodní rezervaci, Telecké jezero, horu Bělucha, a náhorní plošinu Ukok. Oblast je významná z pohledu biodiverzity, s oblastmi horské vegetace od stepi, přes lesostepi a smíšený les po subalpskou a vysokohorskou vegetaci. Kraj je domovem levharta irbise. | Federální okruh: Sibiřský federální okruh: Republika Altaj | —                                  | 1998                   | 768            | Přírodní: x                |
| 13     |                                                                            | Západní Kavkaz | Krajina zahrnuje sedm lokalit (včetně Kavkazské rezervace) v západní části Kavkazu, které představují jedno z mála území vysokohorských lesů, téměř nezasažených lidskou činností. Zahrnují širokou škálu ekosystémů od nížin po subalpskou krajinu. Jsou domovem různých živočišných a rostlinných druhů a také místem reintrodukce horských poddruhů zubra evropského. | Federální okruh: Jižní federální okruh federální subjekt: Krasnodarský kraj, Adygejsko a Karačajsko-Čerkesko | —                                  | 1999                   | 900            | Přírodní: ix, x            |
| 14     |                                                                            | Historicko-architektonický komplex Kazaňského kremlu                                                                                                | V roce 1552 car Ivan IV. Hrozný dobyl město Kazaň na Kazaňském chanátu (dříve Zlaté hordy) a na místě tatarské pevnosti nechal vybudovat kreml. Budovy v pevnosti, z nichž většina vznikla mezi 16. a 19. stoletím, odráží ruské a tatarské vlivy a spolupůsobení křesťanství a islámu. Mešita Kul Šerif je moderní budova z 21. století postavená na místě starší mešity. | Federální okruh: Povolžský federální subjekt: Republika Tatarstán město: Kazaň | 16.—21. století                    | 2000                   | 980            | Kulturní: ii, iii, iv      |
| 15     | Monastery with several towers                                              | Komplex Ferapontova kláštera | Klášter byl založen svatým Ferapontem v roce 1398 na nehostinném ruském severu. Budovy pocházejí z 15. to 17. století, s kamennou hradbou z 19. století. Klášter je prvním a velice dobře dochovaným příkladem pravoslavného klášterního společenství tehdejší Rusi. Zdi v interiéru katedrály Narození Bohorodice (postavená v roce 1490 rostovskými mistry) jsou pokryty freskami mistra Dionisia. | Federální okruh: Severozápadní federální subjekt: Vologdská oblast obec: Ferapontovo | 15.—17. století                    | 2000                   | 982            | Kulturní: i, iv            |
| 16     |                                                                            | Kurská kosa | Kuronská kosa, 98 km dlouhá písečná duna (kosa), oddělující Kurský záliv od Baltského moře, je osídlena již od pravěku. Intenzivní dřevařská činnost v 17. a 18. století vedla ke vzniku dun, které se pohybují směrem k zálivu a zasypávají místa nejstaršího osídlení. V 19. století byly zahájeny stabilizační práce, které pokračují dodnes. Zahrnují výstavbu ochranného valu a výsadbu stromů a keřů. V průběhu času se některé staré rybářské vesničky přeměnily na turistická střediska s majáky, moly, chrámy, školami a vilami. Oblast je též významná svou písečnou florou a faunou, a jako místo průlet tažných ptáků. Severní část kosy leží v Litvě a jižní část v Kaliningradské oblasti v Rusku. | Federální okruh: Severozápadní federální subjekt: Kaliningradská oblast nejbližší město: Zelenogradsk (společně s Litvou )                                                                                       | —                                  | 2000                   | 994            | Kulturní: v                |
| 17     |                                                                            | Centrální Sichote-Aliň | Tato památka zahrnuje tři lokality v pohoří Sichote-Aliň: Přírodní rezervaci Sichote-Aliň, Zoologickou rezervaci Goralij a Národní park řeky Bikin (jako rozšíření v roce 2018, na snímku). Mírné lesy představují a jedinečné místo mísení tajgy a subtropu, kde žijí druhy jako tygr ussurijský, himálajský černý medvěd, kabar pižmový, rosomák sibiřský a sobol asijský. | Federální okruh: Dálněvýchodní federální subjekt: Přímořský kraj | —                                  | 2001, 2018 (rozšíření) | 766            | Přírodní: x                |
| 18     | Shallow lake with red plants and hills in the background                   | Uvsunurská kotlina | Tato nadnárodní památka zahrnuje sedm lokalit v Rusku a pět v Mongolsku. Uvsunurská kotlina je rozlehlá bezodtoká oblast ústící do mělkého slaného jezera Uvs núr. V kotlině je široká škála biotopů, včetně mokřin, stepí, několika typů lesů, sladko- a slanovodních ekosystémů a také horské tundry. Oblast je domovem několika druhů ptáků, leoparda irbise, pískomila mongolského, argaliho altajského a kozorožce sibiřského. | Federální okruh: Sibiřský federální subjekt: Republika Tuva (společně s Mongolskem ) | —                                  | 2003                   | 769            | Přírodní: ix, x            |
| 19     |                                                                            | Citadela, staré město a opevnění Derbentu | Derbent, nejstarší město v Rusku, leží na úzké šíji mezi Kaspickým mořem a Kavkazem. Díky jeho strategické poloze na pomezí Evropy a Asií zde byly již v 1. tisíciletí př. n. l. vybudována pevnost. V 5. a 6. století zde Sásánovci vybudovali dvě souběžné hradby, jejichž části se dochovaly dodnes. Citadela a město, které se rozvíjelo uvnitř hradeb, postupně formovali Arabové, Seldžuci, Mongolové, Timúrovci a Safíovci. V 19. století se město stala součástí Ruského impéria a postupně ztratilo svou vojenskou funkci. | Federální okruh: Severo-kavkazský federální okruh federální subjekt: republika Dagestán | 6.—19. století                     | 2003                   | 1070           | Kulturní: iii, iv          |
| 20     |                                                                            | Přírodní komplex rezervace Wrangelův ostrov | Wrangelův ostrov leží v Severním ledovém oceánu mezi Čukotským a Východosibiřským mořem. V době čtvrtohorního zalednění nezamrzl, proto se zde dochovalo množství rostlinných společenstev, která byla na jiných místech poškozena ledem. Je zde také největší biodiverzita ze všech arktických ostrovů. Lokalita je posledním známým místem výskytu mamuta srstnatého. Oblast je hnízdištěm mořských ptáků, husy sněžní, velké mroží kolonie a je též hlavním místem potravy plejtvákovce šedého. | Federální okruh: Dálněvýchodní federální subjekt: Čukotský autonomní okruh | —                                  | 2004                   | 1023           | Přírodní: ix, x            |
| 21     |                                                                            | Komplex Novoděvičího kláštera (Moskva) | Klášter byl založen ve 20. letech 16. století a rozšiřován v průběhu 16. a 17. století. Je hlavním příkladem v té době oblíbeného stylu moskevského (naryškinského) baroka. Klášter je úzce spojen s ruskými panovníky, jako klášter pro urozené ženy a dívky, a také jako pohřebiště. Klášter je obehnán hradbami, které byly ve své době součástí obranného systému Moskvy. | Federální okruh: Centrální federální subjekt: město Moskva | 16.—17. století                    | 2004                   | 1097           | Kulturní: i, iv, vi        |
| 22     |                                                                            | Historické jádro Jaroslavle | Město Jaroslavl ležící na soutoku řek Volhy a Kotorosl, založené v 11. století jako malá dřevěná pevnost, se po připojení do Moskevského velkoknížectví v roce 1463 postupně rozvinulo v silné obchodní centrum. Dochovalo se zde několik chrámů ze 16. a 17. století. Po reformách Kateřiny Veliké na konci 18. století, bylo centrum Jaroslavle přestavěno v neoklasicistním slohu na paprsčitém půdorysů. | Federální okruh: Centrální federální subjekt: Jaroslavská oblast město: Jaroslavl | 16.—20. století                    | 2005                   | 1170           | Kulturní: ii, iv           |
| 23     |                                                                            | Struveho geodetický oblouk (2 místa) | Struveho geodetický oblouk je řada (původně 265) triangulačních bodů, na délce 2 820 km od norského Hammerfestu po Černé moře. Body na základě výzkumu určil astronom Friedrich Georg Wilhelm von Struve, jenž provedl první přesné měření poledníku, což pomohlo stanovit rozměr a tvar Země. Památka zahrnuje 34 bodů v deseti zemích (od severu k jihu: Norsko, Švédsko, Finsko, Rusko, Estonsko, Lotyšsko, Litva, Bělorusko, Moldavsko, Ukrajina), dva z nich jsou na Ruském území, na ostrově Gogland. | Federální okruh: Severozápadní federální subjekt: Leningradská oblast nejbližší město: Kingisepp (společně s Norskem , Švédsko , Finskem , Estonskem , Lotyšskem , Litvou , Běloruskem , Moldavsko , Ukrajinou ) | 19. století                        | 2005                   | 1187           | Kulturní: ii, iii, vi      |
| 24     | Landscape with forests, rivers, and mountains                              | Náhorní plošina Putorana | Náhorní plošina Putorana je nejsevernější část Středosibiřské vysočiny. Geologicky je tvořena především čedičem Sibiřských trap. Tato nedostupná a téměř nedotčená krajina zahrnuje několik ekosystémů, jako tajgu, lesní tundru, tundru, arktické pustiny, jezera a řeky. Vegetace označuje místo styku západo- a východosibiřské flory. Plošina je hlavní migrační trasou soba polárního. | Federální okruh: Sibiřský federální subjekt: Krasnojarský kraj | —                                  | 2010                   | 1234           | Přírodní: vii, ix          |
| 25     | Stone pillars overlooking a river                                          | Přírodní park „Lenské sloupy“ | Lenské sloupy jsou přírodní formace na vodami Leny. Sloupy, vysoké až 200 m, byly formovány zdejším kontinentálním podnebím s chladnými zimami, s teplotami hluboko pod bodem mrazu a horkým létem. Velké teplotní rozdíly způsobují zvětrávání a zvětšování narušení skal. Sloupy jsou tvořeny kambrijskými skálami a obshují fosílie mapující diferenciaci druhů během kambrické exploze. V roce 2015 došlo k malé úpravě hranic památky. | Federální okruh: Dálněvýchodní federální subjekt: Jakutsko nejbližší město: Pokrovsk | —                                  | 2012                   | 1299           | Přírodní: viii             |
| 26     | An ensemble of buildings, including a church and a minaret                 | Bulgarský historický a archeologický komplex | Bolgar byl přechodným hlavním městem Volžského Bulharska, protobulharského státu mezi 7. a 15. stoletím. Po mongolském vpádu ve 13. století se stalo hlavním městem Zlaté hordy a významném obchodním centrem bylo také v době Kazaňského chanátu. V roce 922 zde byl zaveden islám jako oficiální náboženství a Bolgar je dodnes poutním místem pro volžské Tatary. | Federální okruh: Povolžský federální subjekt: Republika Tatarstán nejbližší město: Bolgar | 10.—15. století                    | 2014                   | 981            | Kulturní: ii, vi           |
| 27     |                                                                            | Krajiny Daurie | Daurijsko, či též Zabajkalsko, je region východně od jezera Bajkal. Lokalita zahrnuje oblasti Daurské přírodní rezervace v Rusku a tři oblasti v Mongolsku, včetně přírodní rezervace Daguur. Krajina zahrnuje několik stepních ekosystémů, lesy a travnaté pláně a také mokřiny a jezera. Oblast je významná jako hnízdiště nebo migrační trasa několika druhů ptáků, jako např. jeřáb bělošíjí a je též migrační oblastí mongolské gazely. | Federální okruh: Sibiřský federální subjekt: Zabajkalský kraj (společně s Mongolskem ) | —                                  | 2017                   | 1448           | Přírodní: ix, x            |
| 28     |                                                                            | Uspěnský chrám a klášter ve Svijažsku | Ostrovní město, situované na soutoku řek Volhy, Svijagy a Ščuky, bylo založeno v roce 1551 carem Ivanem IV. Strategicky položená osada na křižovatce volžské cesty a Hedvábné stezky byla výchozím bodem Ivanova vítězného vpádu do Kazaňského chanátu. Katedrála a klášterní komplex byly postaveny v 16. a obnoveny v 18. století. Fresky uvnitř katedrály patří mezi nejkrásnější příklady ruské pravoslavné malby vyvedené v jedinečné směsi stylů z různých částí Ruska. | Federální okruh: Povolžský federální subjekt: Tatarstán obec: Svijažsk | Od 16. století                     | 2017                   | 1525           | Kulturní: ii, iv           |
| 29     | An old orthodox church with a white facade and metal-covered domes         | Chrámy pskovské architektonické školy | Tato památka zahrnuje desítku chrámů a klášterů a přilehlých budov v Pskově. Ty jsou dílem pskovské školy vycházející z byzantské a novgorodské tradice, spojenou s místní lidovou architekturou, přizpůsobenou místním podmínkám. Chrámy pocházejí z 12. - počátku 17. století, s vrcholem v 15. a 16. století. Architekti ze Pskova pracovali na památkách v dalších ruských městech, včetně Moskvy, Kazaně a Svijažsku. (Na snímku je katedrála sv. Jana z 12. století). | Federální okruh: Severozápadní federální subjekt: Pskovská oblast město: Pskov | Od 12. století                     | 2019                   | 1523           | Kulturní: ii               |
| 30     |                                                                            | Petroglyfy u Oněžského jezera a Bílého moře | Tato památka zahrnuje 33 lokalit s petroglyfy ve dvou shlucích. Petroglyfy na Oněžském jezeře zobrazují ptáky, zvířata, z poloviny lidské a z poloviny zvířecí postavy, a také geometrické tvary znázorňující snad Měsíc a Slunce. Petroglyfy v Bílém moři představují lovecké a mořeplavecké výjevy a další vybavení, a také zvířecí a lidské stopy. Petroglyfy byly vytvořeny před 6 a 7 tisíci let a poskytují tak vhled do života neolitických kultur Fennoskandinávie. | Federální okruh: Severozápadní federální subjekt: republika Karélie | 4—5 tisíc let př. n. l.            | 2021                   | 1654           | Kulturní: iii              |
| 31     |                                                                            | Astronomické observatoře Kazaňské federální univerzity: a) Astronomická observatoř Kazaňské univerzity b) Astronomická observatoř V. P. Engelhardta | Tato nominace zahrnuje dvě astronomické observatoře: Observatoř Kazaňské fedrální univerzity založené na počátku 19. století a Engelhardtskou observatoř z roku 1901. Obě sloužily k mapování pozic hvězd a těles Sluneční soustavy, a také k vývoji astronomických nástrojů. | Federální okruh: Povolžský federální subjekt: republika Tatarstán město: Kazaň | 19. století, 1901                  | 2023                   | 1678           | Kulturní: ii, iv           |
| 32     |                                                                            | Kulturní krajina jezera Kenozero | Zahrnuje řadu tradičních venkovských sídel s lidovou dřevěnou architekturou a odráží komunální hospodaření v zemědělství a přírodě, které se rozvinulo, když se původní ugrofinská lesní společnost spojila se slovanskou kulturou. | Federální okruh: Severozápadní federální subjekt: Archangelská oblast | 12. století                        | 2024                   | 1688           | Kulturní: iii              |
| 33     |                                                                            | Skalní malby v jeskyni Šulgan-Taš | Skalní malby z pozdního paleolitu. | Federální okruh: Povolžský federální subjekt: republika Baškortostán | Paleolit                           | 2025                   | 1743           | Kulturní: iii              |
| А      |                                                                            | Starověké město Chersonés a jeho chóra | | Sevastopol, Krym | 5. století př. n. l. — 14. století | 2013                   | 1411           | Kulturní: ii, v            |